# رودالب
رودالب (به فرانسوی: Rodalbe) یک کمون در فرانسه است که در Canton of Albestroff واقع شده‌است.

## خصوصیات
رودالب ۱۰٫۵۷ کیلومترمربع مساحت و ۱۸۱ نفر جمعیت دارد و ۲۴۵ متر بالاتر از سطح دریا واقع شده‌است.